# Felcsút
Felcsút ist eine Gemeinde im Komitat Fejér in Zentralungarn mit 1.788 Einwohnern (Stand 2011). Viktor Orbán, seit Mai 2010 Ministerpräsident Ungarns, wuchs in Felcsút auf.

## Geschichte
Felcsút wurde erstmals im Jahr 1269 urkundlich erwähnt. Der Name des Ortes leitet sich aus dem Namen „Csút“, sowie „fel-“ („felső“), was „obere“ bedeutet, ab. Im Mittelalter wurde das Dorf von Kreuzrittern aus Székesfehérvár beherrscht und ging im 15. Jahrhundert in den Besitz der Pauliner über. Zwischen 1500 und 1800 wechselten die Besitzer und Bewohner des Dorfes öfters.
Die römisch-katholische Kirche des Dorfes wurde im Stil des Klassizismus zwischen 1828 und 1840 erbaut. Der Bau der protestantischen Kirche wurde 1895 beendet.

## Wirtschaft
Im Jahr 2009 wurde Felcsút gemessen am Pro-Kopf-Einkommen (171092 Forint) der reichste Ort Ungarns. 2008 belegte er noch den 336. Platz in Ungarn. Medienberichte sehen Zusammenhänge zwischen der wirtschaftlichen Lage des Ortes und der Veruntreuung von EU-Fördergeldern durch die von Orbán geführte ungarische Regierung. Der ehemalige Bürgermeister Lőrinc Mészáros, „der seit seiner Kindheit der beste Freund des heutigen Ministerpräsidenten ist“, gilt mit einem geschätzten Vermögen von zwei Milliarden Euro als reichster Ungar.
Auf einem Teil der stillgelegten Bahnstrecke Bicske–Székesfehérvár wurde eine 5,69 Kilometer lange 760-mm-Schmalspurbahn mit Betriebsmittelpunkt in Felcsút angelegt. Die Vál-Tal-Bahn wurde im Mai 2016 eröffnet.

## Sport
Die örtliche Fußballverein Puskás Akadémia FC spielt in der höchsten ungarischen Fußballliga, der Nemzeti Bajnokság.
Vom 19. bis 31. Juli 2014 fanden in der Pancho Arena in Felcsút Spiele der Gruppenphase der U-19-Fußball-Europameisterschaft 2014 statt.